# Sombrero archiducal

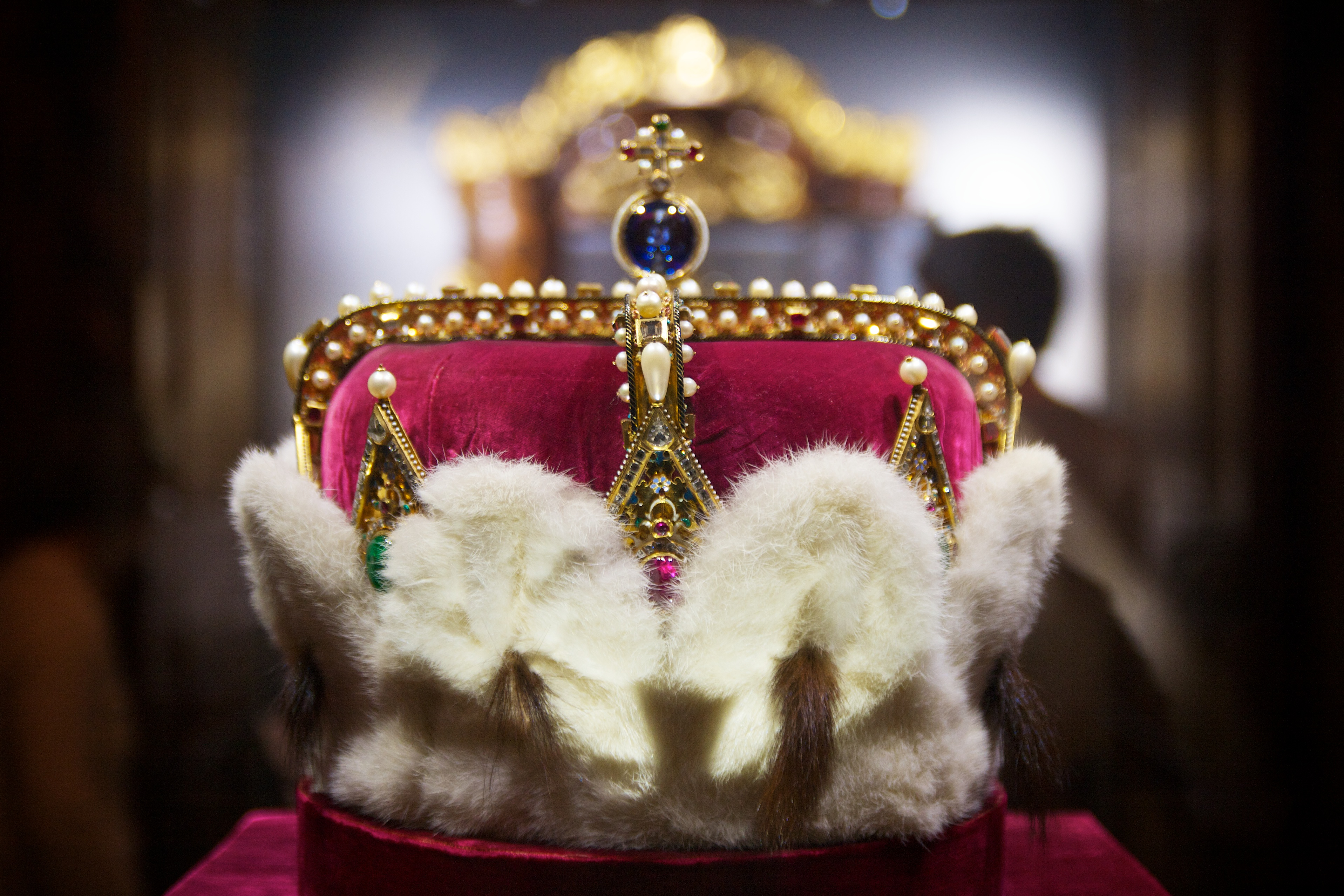
Corona archiducal, conservada en la abadía de Klosterneuburg

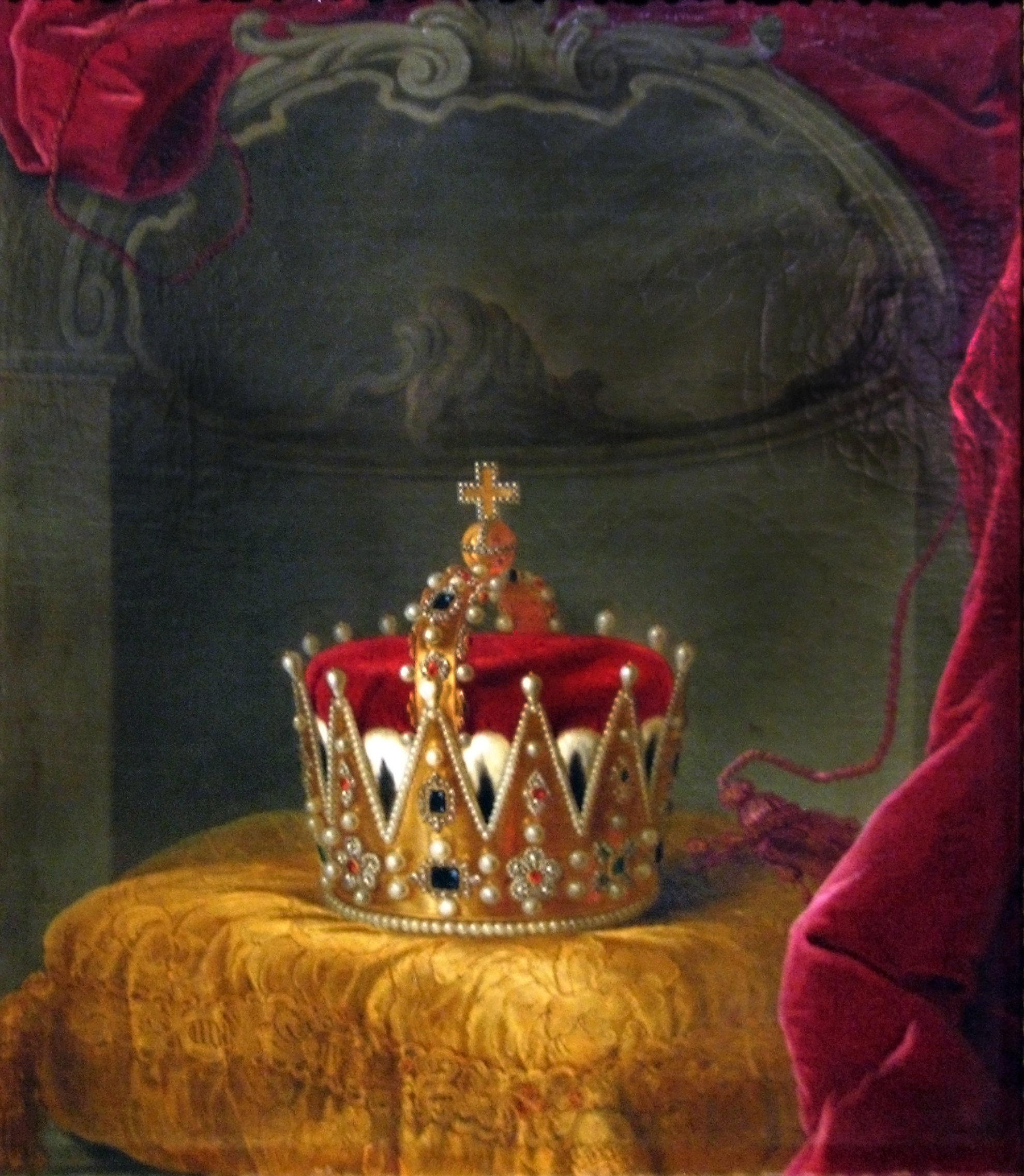
Retrato de la Corona Archiducal del emperador José II de Austria

El sombrero archiducal (en alemán: Erzherzogshut) es la insignia del archiducado de Austria y se conserva en el tesoro del monasterio de Klosterneuburg. Aparece en la heráldica del antiguo archiducado y, actualmente, en el escudo de armas del estado de Alta Austria.

## Historia
La primera corona archiducal (Erzherzogskrone) se mostró en un retrato de Rodolfo IV, duque de Austria, aunque es probable que esta corona nunca existiera. Ernesto I "el Hierro" (1377-1424) mandó hacer una corona, y se hizo otra a la muerte del archiduque Fernando II del Tirol en 1595.
La última corona del Archiducado de Austria fue realizada en 1616 para el regente del Tirol, Maximiliano III. Se desconoce el lugar de fabricación. Se conserva en el monasterio de Klosterneuburg, en la Baja Austria. Fue llevada a Viena en 1620 para la ceremonia de homenaje de los Estados (la llamada Erbhuldigung) al nuevo gobernante y estuvo allí por última vez en 1835.
Margarita de Austria, tía del emperador Carlos V y regente de los Países Bajos, también aparece luciendo uno en su tumba, obra de Conrado Meit, y en algunas imágenes. Como hubo que confeccionar uno para su funeral, probablemente nunca usó uno mientras estaba viva. El suyo es un aro sencillo descubierto con grandes proyecciones en zigzag hacia arriba.
En 1602 se fabricó un sombrero archiducal del Tirol para Maximiliano III, archiduque de Austria, y se conserva como ofrenda votiva en la iglesia de Mariastein, en el Tirol. Otro ejemplar (el sombrero archiducal de José II) se fabricó para José II en 1764 con motivo de su coronación como emperador del Sacro Imperio Romano Germánico en Frankfurt, del que hoy sólo se conserva la estructura metálica.
Otra insignia de los gobernantes de los Habsburgo es el sombrero ducal de Estiria, que se conserva en el Landesmuseum Joanneum en Graz, Estiria.

## Literatura
- G. Kugler, Der österreichische Erzherzogshut und die Erbhuldigung, en: Der heilige Leopold, Ausstellungskatalog, Klosterneuburg 1985.